# Bacino di carenaggio
Un bacino di carenaggio (oppure di riparazione o di raddobbo; in inglese: dry dock) è una struttura presente in molti porti, arsenali o cantieri per la costruzione e la riparazione delle navi. I bacini di carenaggio servono a minimizzare i problemi nel passaggio da nave galleggiante a nave appoggiata sul fondo e viceversa. Nati per semplificare le riparazioni e manutenzione delle navi all'asciutto ma ora utilizzati anche per la costruzione. Prima dell'introduzione dei bacini per portare la nave all'asciutto, era necessario alare la nave sullo scalo con notevoli complicazioni tanto che alcune operazioni di manutenzione sull'opera viva venivano effettuate sbandando la nave; con l'aumentare delle dimensioni delle navi nel corso del XIX secolo tutte queste operazioni si rivelarono costose e difficoltose tanto da giustificare gli investimenti per la realizzazione dei bacini di carenaggio. Con l'ulteriore aumento delle dimensioni delle navi anche la costruzione di navi è progressivamente passata dallo scalo al bacino.
Esistono due tipi di bacini: 
- fissi, cioè in muratura, per riparazioni e costruzioni
- galleggianti per riparazioni

## Bacino in muratura

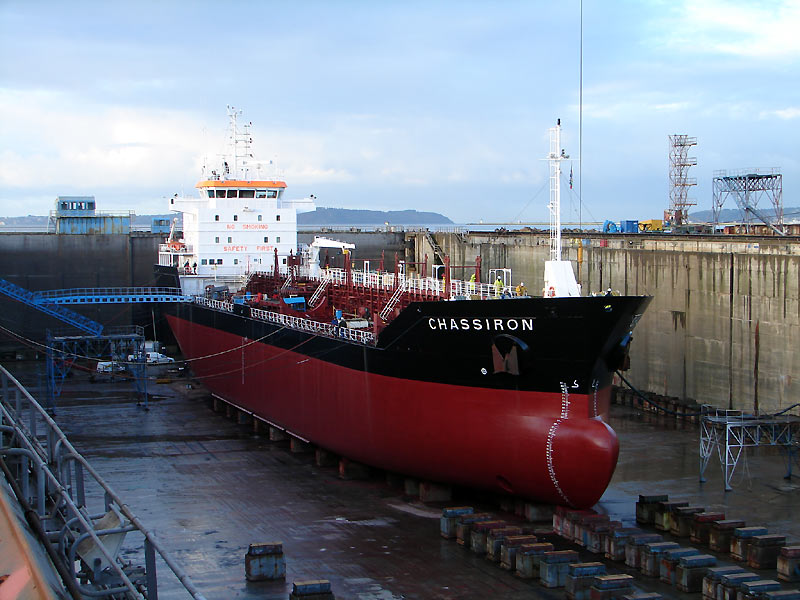
Un bacino in muratura

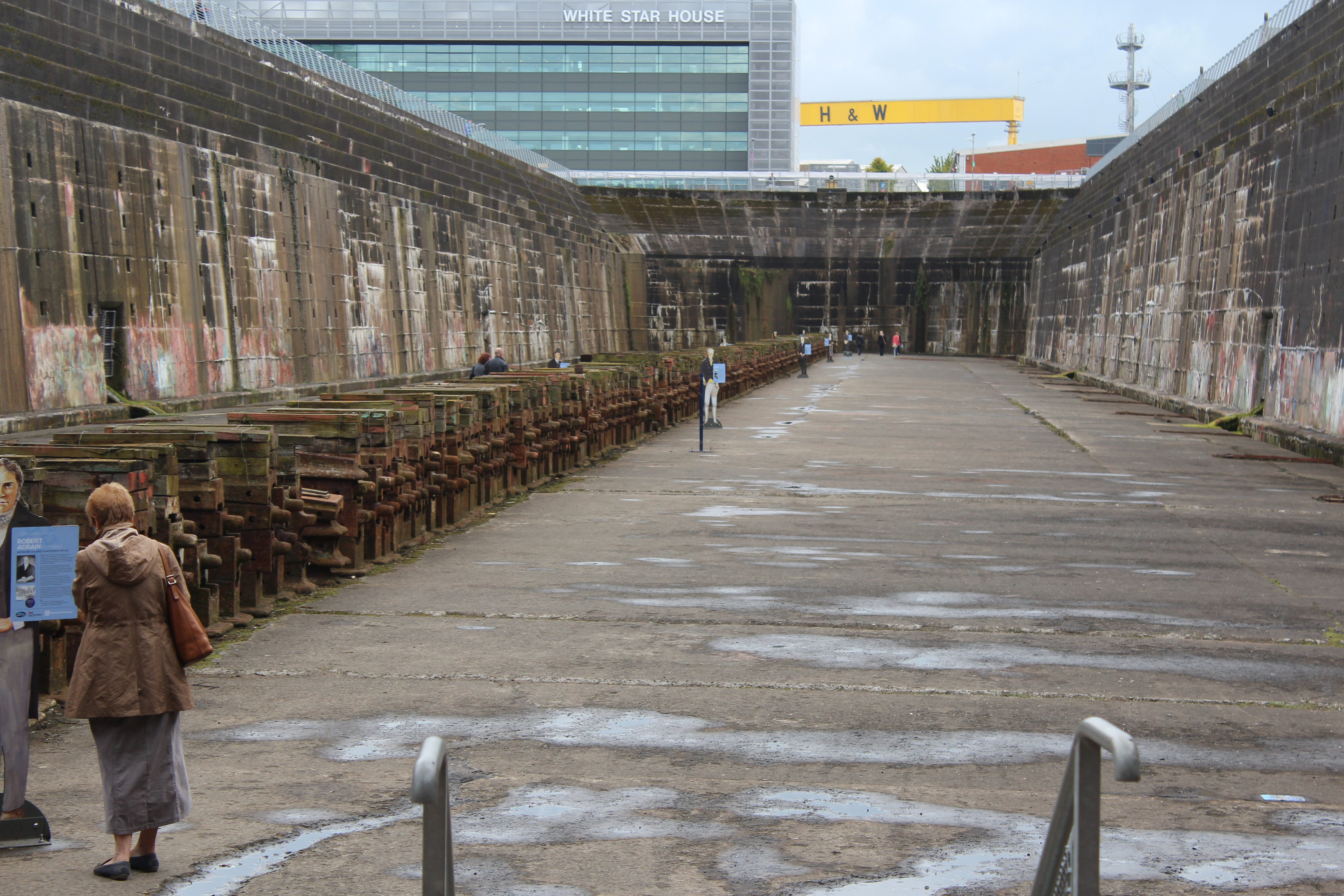
Il bacino (lungo 269 m) nel quale è stato costruito il Titanic (Belfast)

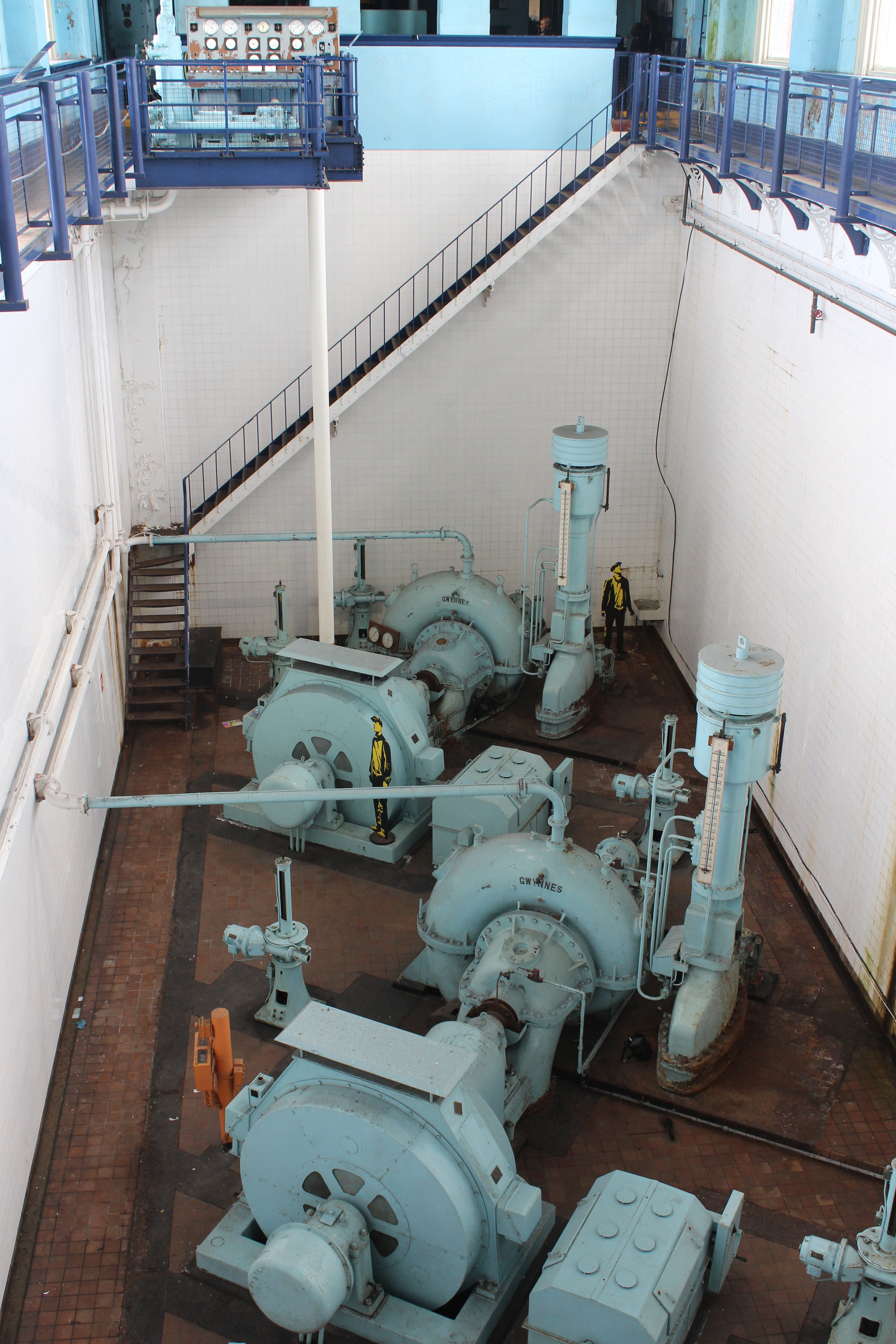
Pompe (1911) per il controllo del bacino di carenaggio Thompson (dove fu costruito il Titanic)

I bacini in muratura sono i più comuni. Le loro dimensioni sono solitamente ragguardevoli, in quanto devono contenere una nave intera. Sono ubicati nelle vicinanze di uno specchio d'acqua, con il quale possono comunicare attraverso il lato corto.
Il bacino è posto al di sotto del livello del mare ed in questo modo l'imbarcazione può farvi agevolmente ingresso. La via di comunicazione con lo specchio d'acqua viene quindi chiusa attraverso una speciale paratia a tenuta stagna, denominata generalmente barca porta.
La barca-porta è in pratica un grande scatolone di lamiera, che può essere riempito d'acqua e quindi affondare, alloggiandosi nelle guide poste all'estremità del bacino. La tenuta stagna della chiusura è favorita direttamente dalla pressione esercitata dall'acqua esterna sulla superficie della barca porta. In seguito si elimina l'acqua dal bacino stesso, attraverso sistemi di pompe, e l'imbarcazione rimane all'asciutto, consentendo di lavorare.
Al termine della riparazione si effettuano le operazioni inverse, allagando dapprima il bacino ed estraendo quindi l'acqua dalla barca porta, che diventa così galleggiante (da cui il nome di barca) e può essere trainata in posizione di sgombero per lasciar uscire l'imbarcazione.
In Italia il primo bacino di questo genere fu costruito a Genova tra il 1847 e il 1851. Nell’anno successivo a Napoli nel Regno delle Due Sicilie.